# The Paris Sisters
The Paris Sisters ist der Name eines weiblichen Gesangstrios aus den USA, das vor allem in den 1960er Jahren mit Popsongs Erfolg hatte.

## Geschichte
Das Trio bestand aus den Schwestern Albeth (1935–2014), Sherrell (* 1940) und Priscilla Paris (1941–2004), Töchter einer Opernsängerin in San Francisco. Der Familienname war Filtzer, aber als Gruppe nahmen sie „Paris“ in Anlehnung an den Geburtsnamen der Großmutter väterlicherseits, Peres, an. Die Mutter erzog ihre Töchter bereits früh zu Sängerinnen und begleitete sie selbst am Klavier. Während eines dreiwöchigen Gastspiels der Andrews Sisters saßen die Paris-Schwestern Abend für Abend in der ersten Reihe. Schließlich wurden die Drei auf die Bühne geholt und durften den Andrews-Song Rum and Coca Cola vortragen. Ein Musikagent verschaffte ihnen daraufhin ein Engagement bei dem Truppenbetreuungsprogramm der USO.
1954 startete die Plattenfirma Decca Records eine Serie von acht Single-Schallplatten, die unter dem Namen „The Paris Sisters“ veröffentlicht wurden. Die Aufnahmen waren ebenso erfolglos wie die nachfolgenden beiden Platten von Imperial Records, die 1957 und 1958 produziert wurden. Schon während ihres Engagements bei Decca traten die drei Schwestern in Las Vegas auf und standen zeitweise zwischen Mitternacht und sieben Uhr früh auf der Bühne. Zu dieser Zeit war Priscilla, die Jüngste, dreizehn Jahre alt.
In den Jahren 1959 und 1960 wurden mit den Paris Sisters keine Schallplatten produziert. Im März 1961 kam die erste Single beim Plattenlabel Gregmark heraus. Der darauf enthaltene Titel Be My Boy kam in den Hot 100 des US-Musikmagazins Billbord auf Platz 56. Produzent war Phil Spector, der später auch mit den Beatles zusammenarbeitete. Von den folgenden vier Gregmark-Platten, ebenfalls von Spector produziert, kamen drei weitere Titel in die Hot 100. Der im August 1961 veröffentlichte Song I Love How You Love Me wurde zum größten Erfolg der Paris Sisters, er stieg in den Hot 100 bis zum Platz fünf auf. Während der Gregmark-Produktionen hielten sich die Schwestern zeitweise in New York auf.
Ende 1962 lief der Vertrag mit Gregmark aus, 1963 waren die Paris Sisters ohne Plattenvertrag. Stattdessen wirkten sie in dem Musikfilm von Richard Lester Ring-A-Ding Rhythm mit und gingen mit Dion und den Marvelettes auf Tournee. Im Frühjahr 1964 produzierte die Plattenfirma MGM mit ihnen eine Version des Bobby-Darin-Erfolges Dream Lover. Damit kamen die Sisters noch einmal in die Hot 100, allerdings nur auf Platz 91. Zwischen 1964 und 1965 entstanden zwei Singles bei Mercury Records gefolgt von einem zweijährigen Engagement bei der Plattenfirma Reprise. Dort wurden vier Singles produziert, und es erschien 1967 die Langspielplatte Everything Under the Sun. Im selben Jahr brachte auch das Label Sidewalk die LP Golden Hits of the Paris Sisters heraus. Zuvor hatte Unifilms Record 1966 die LP The Glass House auf den Markt gebracht.
1968 kamen noch drei Singles bei den Plattenfirmen Capitol, Crescendo und Eric heraus, danach sind keine Neuaufnahmen mehr bekannt. Anfang der 1970er Jahre ging das Trio auseinander. Sherell gründete ihre eigene Band, „Sherell and the New People“, Albeth ging mit ihrem Mann in die Fernseh-Produktion und Priscilla zog nach Paris, wo sie Sprachkurse für Hotelmitarbeiter leitete. Sie starb 2004 59-jährig an den Folgen eines Sturzes.

## Diskografie

### Alben
| Titel                                         | Label/Nr.     | veröffentl. |
| --------------------------------------------- | ------------- | ----------- |
| The Glass House                               | Unifilms 505  | 1966        |
| Everything Under the Sun                      | Reprise 6359  | 1967        |
| Golden Hits of the Paris Sisters              | Sidewalk 5906 | 1967        |
| The Best                                      | Curb          | 2004        |
| The Complete Phil Spector Sessions            | Vivid         | 2007        |
| Their Greatest Hits & More                    | Marginal      | 2013        |
| Sing Everything Under the Sun                 | WEA           | 2013        |
| Always Heavenly - The Paris Sisters Anthology | Ace Records   | 2016        |

### Singles
| A/B-Seite                                             | Katalog-Nr. | veröffentl. |
| ----------------------------------------------------- | ----------- | ----------- |
|                                                       | Decca       |             |
| Ooh La La / Whose Arms Are You Missing                | 29372       | 1954        |
| Huckleberry Pie / Baby, Honey, Baby                   | 29488       | 4.1955      |
| His and Hers / Truly Do (& Gary Crosby)               | 29527       | 1955        |
| The Know How / I Wanna                                | 29574       | 1955        |
| Lover Boy / Oh Yes You Do                             | 29744       | 1955        |
| I Love You Dear / Mistaken                            | 29891       | 4.1956      |
| Daughter! Daughter! / So Much – So Very Much          | 29970       | 1956        |
| Mind Reader / Don't Tell Anybody                      | 30554       | 2.1958      |
|                                                       | Imperial    |             |
| Tell Me More / Old Enough to Cry                      | 5465        | 9.1957      |
| Some Day / My Original Love                           | 5487        | 1958        |
|                                                       | Gregmark    |             |
| Be My Boy / I'll Be Crying Tomorrow                   | 2           | 3.1961      |
| I Love How You Love Me / All Through the Night        | 6           | 8.1961      |
| He Knows I Love Him Too Much / A Lonely Girl's Prayer | 10          | 1.1962      |
| Let Me Be the One / What Am I To Do                   | 12          | 4.1962      |
| Yes - I Love You / Once Upon a While Ago              | 13          | 7.1962      |
|                                                       | MGM         |             |
| Dream Lover / Lonely Girl                             | 13236       | 5.1964      |
|                                                       | Mercury     |             |
| When I Fall in Love / Once Upon a Time                | 72320       | 8.1964      |
| Why Do I Take It From You / Always Waitin'            | 72468       | 8.1965      |
|                                                       | Reprise     |             |
| Sincerely / Too Good to Be True                       | 0440        | 2.1966      |
| I'm Me / You                                          | 0472        | 5.1966      |
| My Good Friend / It's My Party                        | 0511        | 8.1966      |
| Some Of Your Lovin' / Long After Tonight Is All Over  | 0548        | 1.1967      |
|                                                       | Capitol     |             |
| Greener Days / Golden Days                            | 2081        | 1.1968      |
|                                                       | Crescendo   |             |
| The Ugliest Girl in Town / Stark Naked Clown          | 410         | 7.1968      |
|                                                       | Eric        |             |
| I Love How You Love Me / He Knows I Love Him Too Much | 101         | 1968        |